# Удар милосердя

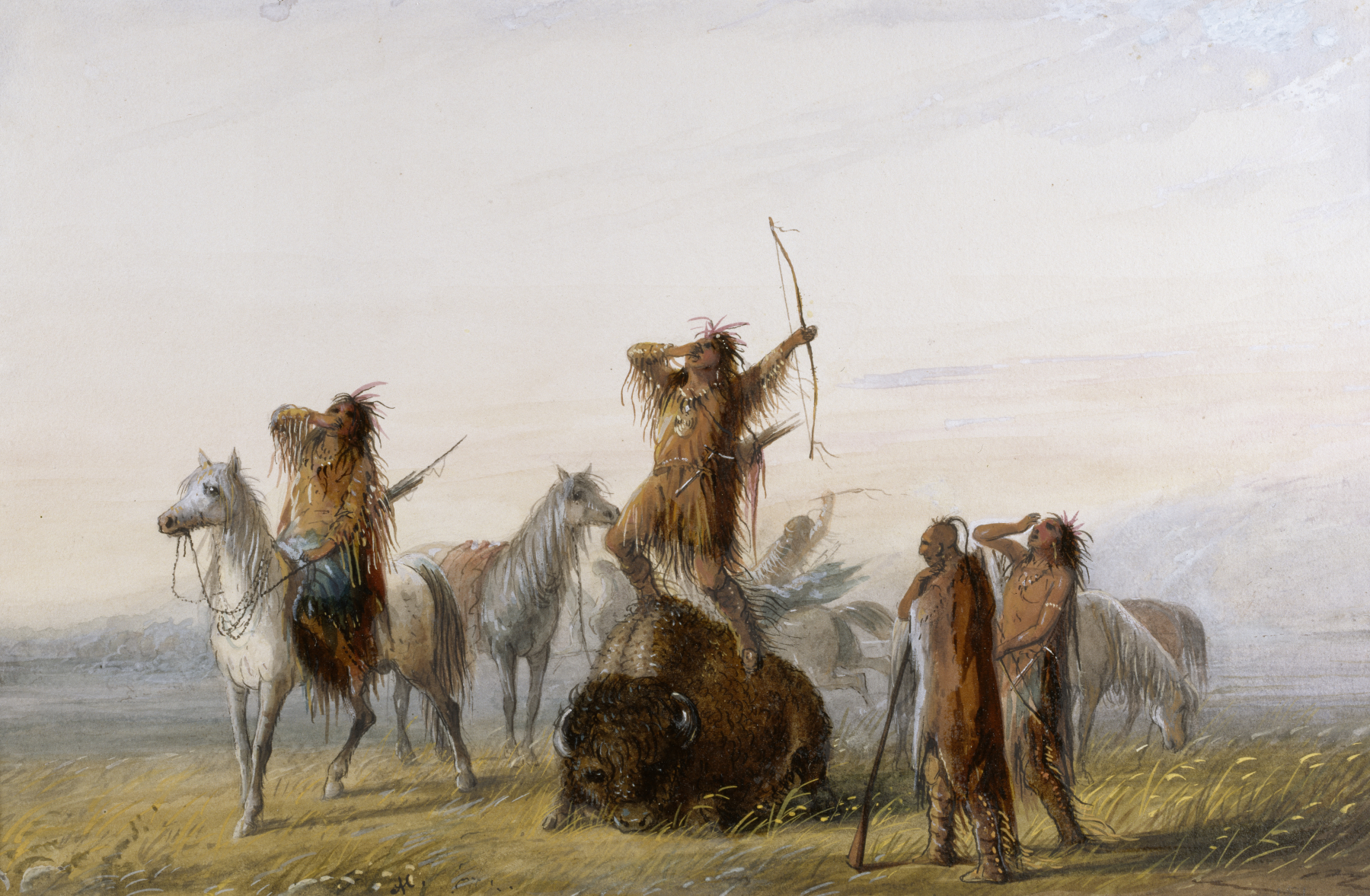
Картина 19-го століття, на якій зображені індіанські мисливці, які збираються навколо смертельно пораненого буйвола та переможно вигукують, перш ніж завдати тварині «удар милосердя»

Coup de grâce (фр.: [ku də ɡʁɑs] ( прослухати)), «удар милосердя» — це смертельний удар для припинення страждань тяжко пораненої людини чи тварини. Це може бути вбивство з міркувань милосердя смертельно поранених мирних жителів або солдатів, друзів чи ворогів, з або без згоди постраждалого.
Прикладом «удару милосердя» може бути постріл у серце чи голову (зазвичай у задню частину черепа) пораненої, але все ще живої людини під час страти або стражденного, смертельно пораненого солдата на війні, якому неможливо надати медичну допомогу. До появи вогнепальної зброї поранених добивали холодною або ударною зброєю: перерізанням горла, ударом по голові чи ударом в серце. «Удар милосердя» може здійснити офіцер, який очолює розстрільний загін, який стріляє у засудженого з пістолета, якщо перший залп не вбиває в'язня; або кайсякунін, який обезголовлює самурая після сеппуку, щоб швидко припинити агонію.
Цей вислів також можуть вживати щодо останньої події, яка спричиняє фігуральну смерть: «Бізнес роками зводив кінці з кінцями. Різкий стрибок цін на нафту став ударом милосердя».